# Insula misterioasă
Insula misterioasă (în franceză: L'Île mystérieuse) este un roman de Jules Verne, reprezentând o continuare a cărților Douăzeci de mii de leghe sub mări (în care apare căpitanul Nemo) și Copiii căpitanului Grant (în care apare Ayrton). Opera a fost publicată pentru prima dată în foileton în Magasin d'Éducation et de Récréation între 1 ianuarie 1874 și 15 decembrie 1875, apoi în volum pe 22 noiembrie 1875.
Romanul a fost un succes imediat, în timpul vieții autorului fiind vândut în peste 44.000 de exemplare.

## Rezumat
În timpul Războiului Civil American pentru Independenta, câțiva prizonieri de război nordiști reușesc să scape din Richmond, capitala Statelor Confederate ale Americii, pe atunci asediată de trupele generalului Ulysses Grant. Inginerul Cyrus Smith, negrul Nab, ziaristul Gedeon Spilett, marinarul Pencroff și tânărul Harbert evadează cu ajutorul unui balon în timpul unei furtuni. După o călătorie aeriană de cinci zile ei ajung pe o insulă necunoscută (imaginară) pe care o numesc Insula Lincoln în onoarea președintelui american Abraham Lincoln.
În timpul șederii lor pe insula Lincoln se petrec întâmplări misterioase, o ființă a cărei identitate rămâne necunoscută ajutându-i la nevoie (începând cu salvarea lui Cyrus Smith după căderea sa din balon). Cei cinci naufragiați reconstituie o mică societate umană construindu-și o casă în stâncă, practicând activități ancestrale precum agricultura și creșterea animalelor, dar și punând în practică cunoștintele științifice ale epocii (fabricarea nitroglicerinei, instalarea unui telegraf electric). În perioada în care locuiesc pe insulă, ei îl recuperează de pe insula Tabor pe Ayrton, personaj întâlnit de cititori în romanul Copiii căpitanului Grant. Fostul tâlhar Ayrton este complet transformat, devenind un om cinstit care îi va ajuta pe coloniști. 

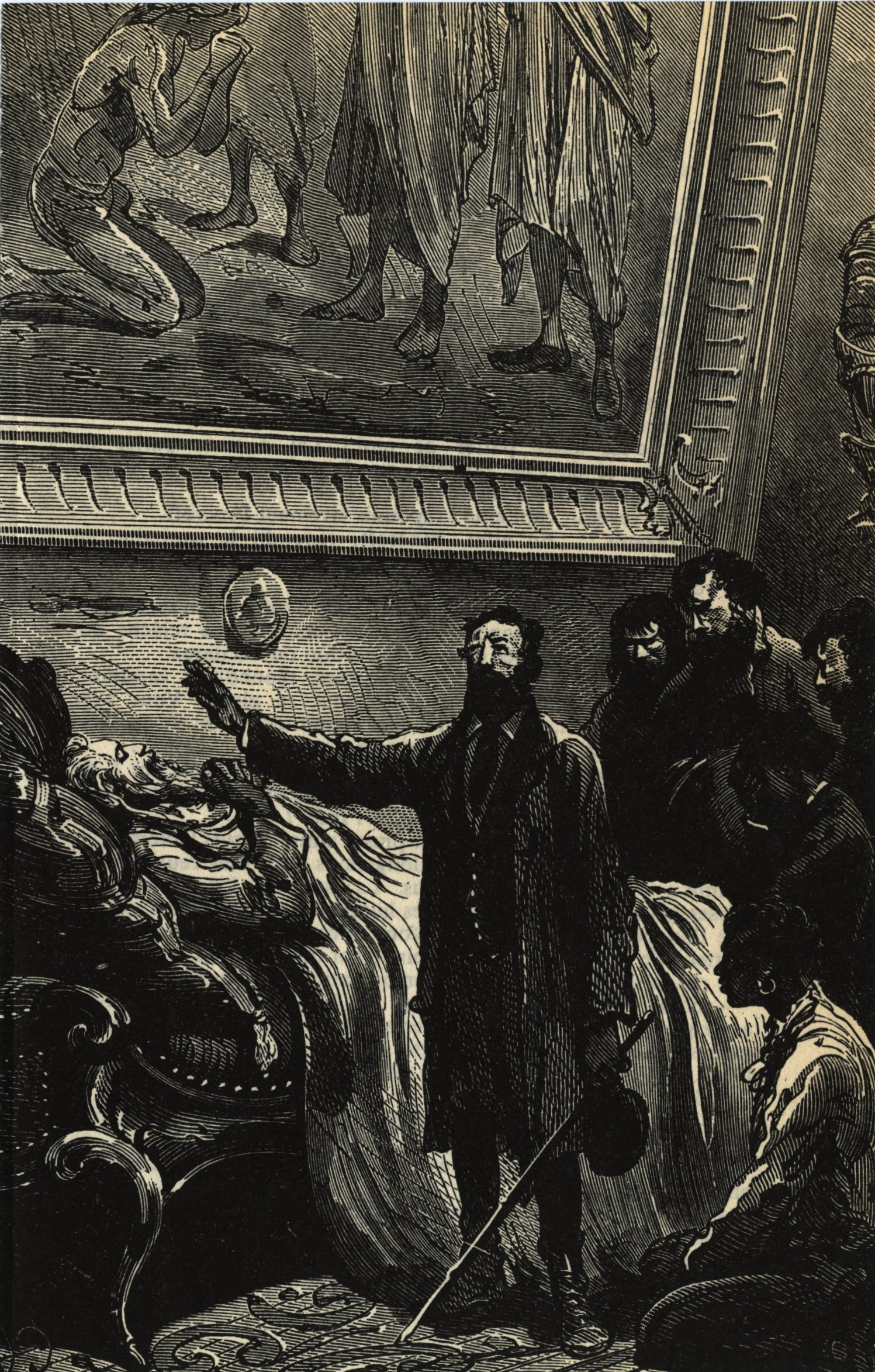
Cyrus Smith binecuvântându-l pe căpitanul Nemo care este pe patul de moarte.

Simțindu-se pe moarte, ființa misterioasă care îi ajutase de atâtea ori și care nu era altcineva decât căpitanul Nemo, eroul romanului Douăzeci de mii de leghe sub mări, le transmite indicii despre locul în care se află. Întâlnirea coloniștilor cu căpitanul Nemo este emoționantă, acesta revelându-le că este prințul indian Dakkar și că a fost nevoit să-și părăsească patria după participarea la revolta indiană din 1857. Ultima sa dorință, care îi va fi îndeplinită de coloniștii insulei Lincoln, este ca submarinul Nautilus să-i fie sicriul.
Insula Lincoln este distrusă printr-o explozie care urmează unei erupții vulcanice și coloniștii, refugiați pe o stâncă, sunt salvați de vasul Duncan venit să-l repatrieze pe Ayrton de pe insula Tabor. Aceasta reprezintă ultima implicare a căpitanului Nemo în viața coloniștilor, căci, înainte de a muri, el lăsase pe insula Tabor un mesaj conținând coordonatele Insulei Lincoln care sunt 16°40'0" N și 112°43'59" E, permițând astfel recuperarea și repatrierea coloniștilor.

### Capitolele cărții

#### Partea întâi - Naufragiații văzduhului
- Capitolul I Uraganul din 1865. Strigăte în văzduh. Un balon prins într-un vârtej. Învelișul sfâșiat. În zare, doar marea. Cinci pasageri. Ce se întâmplă în nacelă. Un țărm la orizont. Deznodământul dramei.
- Capitolul II Un episod al războiului de secesiune. Inginerul Cyrus Smith. Gedeon Spilett. Negrul Nab. Marinarul Pencroff. Tânărul Harbert. O propunere neașteptată. Întâlnire la ora zece seara. Plecare în timpul furtunii.
- Capitolul III Ora cinci seara. Cel care lipsește. Desperarea lui Nab. Cercetări în nord. Insulița. O noapte tristă, plină de neliniști. Pâcla de dimineață. Nab înoată. Se zărește pământul. Trecerea prin vad a canalului.
- Capitolul IV Scoicile fosforescente. La gurile râului. „Șemineurile”. Continuarea cercetărilor. Pădurea de conifere. Provizia de combustibil. În așteptarea refluxului. Din înaltul coastei. Pluta. Întoarcerea la țărm.
- Capitolul V Amenajarea Șemineului. Importanta problemă a focului. Cutia de chibrituri. Cercetare pe plajă. Întoarcerea reporterului și a lui Nab. Un singur chibrit! Focul pâlpâie în vatră. Prima cină. Prima noapte pe uscat.
- Capitolul VI Inventarul naufragiaților. Nimic. Cârpă arsă. O excursie în pădure. Flora arborilor veșnic verzi. Un jacamar fugind. Urme de animale sălbatice. Cocoșii de munte. Un ciudat pescuit cu undița.
- Capitolul VII Nab nu s-a întors încă. Reflecțiile reporterului. Cina. Se anunță o noapte grea. Furtună îngrozitoare. Se pleacă în toiul nopții. Lupta împotriva ploii și a vântului. La opt mile de primul adăpost improvizat
- Capitolul VIII Cyrus Smith e viu? Povestea lui Nab. Urmele de pași. O întrebare fara raspuns. Primele cuvinte ale lui Cyrus Smith. Confirmarea urmelor. Întoarcerea la Șemineu. Pencroff mut de uimire!
- Capitolul IX Cyrus e prezent. Încercările lui Pencroff. Lemnul frecat. Insulă, sau continent? Proiectele inginerului. În care punct al Oceanului Pacific se aflau? În adâncul pădurii. "Pinul pinion". O vânătoare de cabiai. Un fum de bun augur.
- Capitolul X O invenție a inginerului. Problema care îl preocupă pe Cyrus Smith. Plecarea spre munte. Pădurea. Pământ vulcanic. Tragopanii. Muflonii. Primul platou. Așezarea pentru noapte. Vârful conului.
- Capitolul XI În vârful conului. Interiorul craterului. De jur împrejur, marea. În zare, niciun pământ. Litoralul în linie dreaptă. Hidrografie și orografie. Insula e locuită? Botezul golfulețelor, golfurilor, promontoriilor, râurilor etc. Insula Lincoln.
- Capitolul XII Potrivirea ceasurilor. Pencroff este mulțumit. Un fum suspect. Cursul Pârâului Roșu. Flora insulei Lincoln. Fauna. Fazanii de munte. Urmărirea cangurilor. Aguti. Lacul Grant. întoarcerea la Șemineu.
- Capitolul XIII Ce se poate găsi la Top. Confecționarea de arcuri și săgeți. O cărămidărie. Cuptorul de olărie. Diferite obiecte entru bucătărie. Prima oală cu supă. Pelinul. Crucea Sudului. O importantă observație astronomică.Un dugong

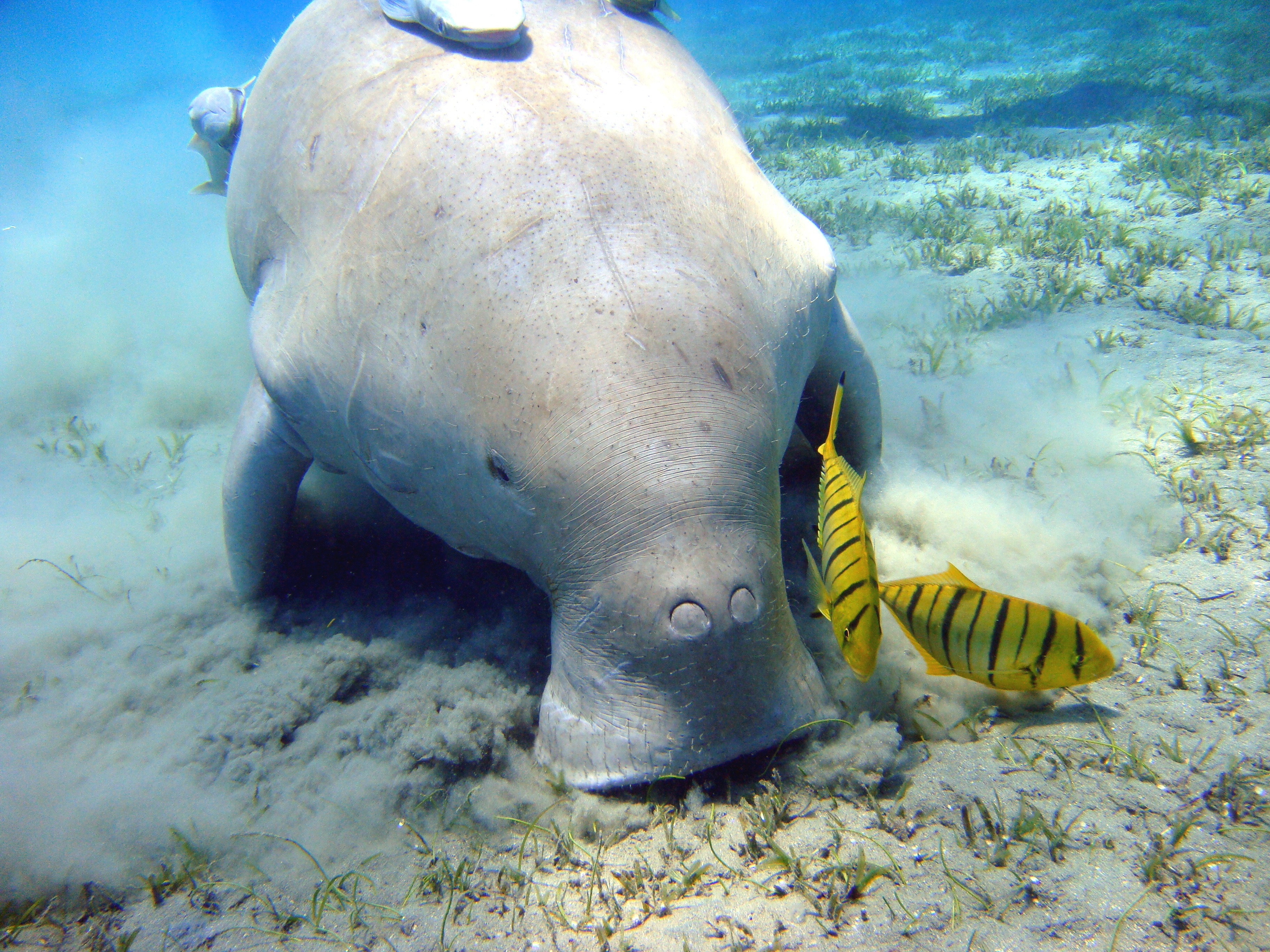
Un dugong

- Capitolul XIV Cât măsoară zidul de granit. O aplicație a teoremei triunghiurilor asemenea. Latitudinea insulei. O excursie spre nord. Un banc de stridii. Proiecte de viitor. Trecerea soarelui la meridian. Coordonatele insulei Lincoln.
- Capitolul XV Iernatul este hotărât în mod sigur. Probleme de metalurgie. Explorarea Insulei Salvării. Vânătoarea de foci. Capturarea unei echidne. Kula. Ce se înțelege prin metoda catalană. Fabricarea fierului. Cum se obține oțelul.
- Capitolul XVI Problema locuinței discutată din nou. Fanteziile lui Pencroff. O explorare la nordul lacului. Marginea nordică a platoului. Șerpii. Extremitatea lacului. Tulburarea lui Top. Top înotând. O luptă sub apă. Vaca-de-mare.
- Capitolul XVII Vizită la lac. Curentul indicator. Proiectele lui Cyrus Smith. Grăsimea vacii-de-mare. Folosirea piritelor șistoase. Sulfatul de fier. Cum se fabrică glicerina. Săpunul. Salpetrul. Acidul sulfuric. Acidul azotic. Noua cădere de apă.
- Capitolul XVIII Pencroff nu mai are niciun fel de îndoieli. Vechiul deversor al lacului. O pantă subterană. Drumul prin masivul de granit. Top a dispărut. Grota centrală. Puțul inferior. Mister. Cu lovituri de târnăcop. Întoarcerea.
- Capitolul XIX Planul lui Cyrus Smith. Fațada Casei-de-Granit. Scara de funie. Visele lui Pencroff. Ierburile aromatice. O rezervație naturală. Devierea apelor pentru nevoile noii locuințe. Priveliștea din fața ferestrelor Casei-de-Granit.
- Capitolul XX Sezonul ploilor. Problema îmbrăcăminții. O vânătoare de foci. Fabricarea lumânărilor. Lucrări interioare la Casa-de-Granit. Cele două podețe. Întoarcerea dintr-o vizită la bancul de stridii. Ce găsește Harbert în buzunarul lui.
- Capitolul XXI Câteva grade sub zero. Explorarea regiunii mlăștinoase din sud-est. Vulpile. Priveliștea mării. O discuție desre viitorul oceanului Pacific. Munca neobosită a infuzorilor. Ce va deveni globul pământesc. Vânătoarea. Mlaștinile Călifarilor.
- Capitolul XXII Capcanele. Vulpile. Porcii sălbatici. Schimbarea bruscă a vântului de nord-vest. Viscolul. Împletitorii de coșuri. Gerurile mari ale iernii. Cristalizarea zahărului din arțar. Puțul misterios. Cercetarea proiectată. Alica.

#### Partea a doua - Abandonatul
- Capitolul I Apropo de alică. Construirea unei pirogi. Vânătorile. Pe vârful unui kauri. Nimic care să dovedească prezența omului. Nab și Harbert la pescuit. O broască țestoasă întoarsă pe spate. Broasca țestoasă dispare. Explicația lui Cyrus Smith.
- Capitolul II Prima încercare a pirogii. O epavă pe coastă. Remorca. Capul Epavei. Inventarul lăzii: unelte, arme, instrumente, îmbrăcăminte, cărți, ustensile. Ce-i lipsește lui Pencroff. Evanghelia.
- Capitolul III Plecarea. Fluxul. Ulmi și micoculieri. Diverse plante. Jacamarul. Un aspect al pădurii. Eucalipții uriași. De ce "arborii frigurilor" se numesc astfel. Cete de maimuțe. Căderea de apă. Un popas de noapte.
- Capitolul IV Mergând spre coastă. Câteva cete de maimuțe. Un nou curs de apă. De ce nu se simte fluxul. O pădure pe litoral. Promontoriul Reptile. Harbert îl invidiază pe Gedeon Spilett. Detunăturile bambușilor.
- Capitolul V Propunere de întoarcere pe litoralul de sud. Configurația coastei. În căutarea presupusului naufragiu. O epavă în văzduh. Descoperirea unui mic port natural. La miezul nopții pe malul Râului Îndurării. O barcă în voia valurilor.
- Capitolul VI Strigătele lui Pencroff. O noapte la Șemineu. Săgeata lui Harbert. Planul lui Cyrus Smith. O soluție neașteptată. Ce s-a întâmplat la Casa-de-Granit. Cum un nou servitor intră în slujba coloniștilor.
- Capitolul VII Proiecte de executat. Un pod peste Râul Îndurării. Platoul Marii Priveliști transformat în insulă. Podul mobil. Recolta de grâu. Pârâul. Podețele. Curtea de păsări. Porumbarul. Cei doi onagga. Căruța cu atelaj. Excursie la Portul Balonului.
- Capitolul VIII Rufăria. Pantofi din piele de focă. Fabricarea piroxilului . Diferite semnături. Pescuitul. Ouăle de broască țestoasă. Jup progresează. Țarcul. Vânătoarea muflonilor. Noi bogății vegetale și animale. Amintiri din patria îndepărtată.
- Capitolul IX Vreme rea. Ascensorul hidraulic. Fabricarea de geamuri și pahare. Arborele de pâine. Vizite dese la țarc. Înmulțirea turmei. O problemă a reporterului. Coordonatele exacte ale insulei Lincoln. O propunere a lui Pencroff.
- Capitolul X Construirea vasului. A doua recoltă de grâu. Vânătoarea de "kula". O nouă plantă, mai degrabă plăcută decât folositoare. Se zărește o balenă. Harponul din Vineyard. Tranșarea cetaceului. Întrebuințarea fanoanelor. Sfârșitul lunii mai. Pencroff nu-și mai dorește nimic.
- Capitolul XI Iarna. Bătucirea lânii. Teascul. O idee fixă a lui Pencroff. Fanoanele. La ce poate servi un albatros. Combustibilul viitorului. Tom și Jup. Furtuni. Pagube la curtea de păsări. O excursie la mlaștini. Cyrus Smith singur. Cercetarea puțului.
- Capitolul XII Grearea ambarcațiunii. Un atac al vulpilor. Jup rănit. Jup e îngrijit. Jup se vindecă. Nava e gata. Triumful lui Pencroff. Bonadventure. Călătorie de probă a vasului în sudul insulei. Un document neașteptat.
- Capitolul XIII S-a hotărât plecarea. Ipoteze. Pregătiri. Cei trei pasageri. Prima noapte. A doua noapte. Insula Tabor. Cercetări pe plajă. Cercetări în pădure. Nimeni. Animale. Plante. O locuință. Pustiu.
- Capitolul XIV Inventarul. Noaptea. Câteva litere. Căutarea continuă. Plante și animale. Herbert trece printr-o mare primejdie. La bord. Plecarea. Vreme proastă. O licărire a instinctului. Pierduți pe mare. Un foc aprins la timp.
- Capitolul XV Întoarcerea. Discuție. Cyrus Smith și necunoscutul. Portul Balonului. Devotamentul inginerului. O experiență emoționantă. O lacrimă!
- Capitolul XVI Un mister care trebuie lămurit. Primele cuvinte ale necunoscutului. Doisprezece ani pe insuliță! Mărturisiri. Dispariția necunoscutului. Convingerea lui Cyrus Smith. Construirea unei mori. Prima pâine. Un act de devotament. Mâini de oameni cinstiți!
- Capitolul XVII În continuare singur. O cerere a necunoscutului. Ferma instalată la țarc. Acum doisprezece ani! Șeful de echipaj. Britannia. Părăsit pe insula Tabor. Strângerea de mână a lui Cyrus Smith. Documentul misterios.
- Capitolul XVIII Convorbiri. Cyrus Smith și Gedeon Spilett. O idee a inginerului. Telegraful electric. Firele. Pila. Prosperitatea coloniei. Fotografia. Zăpada amăgitoare. Doi ani pe insula Lincoln.
- Capitolul XIX Amintiri din patrie. Șansele de viitor. Punct de cercetare a coastelor insulei. Plecarea din 16 aprilie. Peninsula Serpentinei văzută de pe mare. Bazalturile coastei occidentale. Vreme rea. Vine noaptea. Un nou incident.
- Capitolul XX Noaptea pe mare. Golful rechinului. Destăinuiri. Pregătiri pentru iarnă. Iarnă timpurie. Geruri mari. Lucrări în interior. După șase luni. Un clișeu fotografic. Un fapt neașteptat.

#### Partea a treia - Secretul insulei
- Capitolul I Pierire, sau salvare? Ayrton rechemat. O discuție importantă. Nu e Duncan. Un vas suspect. Măsuri de prevedere. Nava se apropie. O lovitură de tun. Bricul se oprește în fața insulei. Vine noaptea.
- Capitolul II Discuții. Presimțiri. O propunere a lui Ayrton. Propunerea se acceptă. Ayrton și Pencroff pe Insula Salvării. Ocnașii din Norfolk. Proiectele lor. Încercarea eroică a lui Ayrton. Întoarcerea sa. Șase contra cincizeci.
- Capitolul III Ceața se ridică. Măsurile luate de inginer. Trei posturi de pază. Ayrton și Pencroff. Prima barcă. Alte două ambarcațiuni. Pe insuliță. Șase pirați doborâți. Bricul ridică ancora. Proiectilele trase de pe Speedy. Situație desperată. Un deznodământ neașteptat.
- Capitolul IV Coloniștii ies pe plajă. Ayrton și Pencroff sunt ocupați cu salvarea rămășițelor navei. Discuție în timpul prânzului. Raționamentele lui Pencroff. Cercetarea amănunțită a cocii bricului. Buncărul intact. Noile bogății. Ultimele rămășițe. O bucată de cilindru spart.
- Capitolul V Afirmațiile inginerului. Ipotezele fantastice ale lui Pencroff. O baterie aeriană. Cele patru proiectile. Despre pirații supraviețuitori. Șovăiala lui Ayrton. Sentimentele de mărinimie ale lui Cyrus Smith. Pencroff se dă bătut, cu părere de rău.
- Capitolul VI Proiecte de expediție. Ayrton se întoarce la țarc. Vizită la Portul Balonului. Ce-a descoperit Pencroff la bordul lui Bonadventure. O depeșă trimisă la țarc. Niciun răspuns de la Ayrton. Plecarea în ziua următoare. De ce nu funcționează telegraful? O împușcătură.
- Capitolul VII Reporterul și Pencroff intră în țarc. Harbert e transportat. Deznădejdea marinarului. Consult între reporter și inginer. Tratamentul. Speranțe. Cum să-l prevină pe Nab. Un mesager sigur și credincios. Răspunsul lui Nab.
- Capitolul VIII Pirații în împrejurimile țarcului. Instalație provizorie. Harbert continuă tratamentul. Primele mari satisfacții ale lui Pencroff. Întoarcere în trecut. Ce le rezervă viitorul. Ideile lui Cyrus Smith în această privință.
- Capitolul IX Coloniștii au vești de la Nab. O propunere a lui Pencroff și a reporterului nu este accetată. Câteva plimbări ale lui Gedeon Spilett. O bucată de stofă. Un mesaj. Coloniștii își grăbesc plecarea. Sosirea pe Platoul Marii Priveliști.
- Capitolul X Harbert transportat la Casa-de-Granit. Nab povestește ce s-a întâmplat. Vizita lui Cyrus Smith pe platou. Ruină și distrugere. Coloniștii dezarmați în fața bolii. Scoarța de salcie. O febră mortală. Top latră iarăși!
- Capitolul XI Mister inexplicabil. Convalescența lui Harbert. Zone ale insulei care trebuiesc explorate. Pregătiri de plecare. Prima zi. Noaptea. Ziua a doua. Kaurii. Perechea de cazuari. Urme de pași în pădure. Sosirea la Promontoriul Reptilei.
- Capitolul XII Explorarea Peninsulei Serpentinei. Popas la vărsarea Râului Cascadei. La șase sute de pași de țarc. O recunoaștere efectuată de Gedeon Spilett și Pencrof. Întoarcerea lor. Cu toții înainte! Poarta e deschisă. O fereastră luminată. La lumina lunii!
- Capitolul XIII Relatarea lui Ayrton. Proiectul foștilor săi complici. Instalarea lor în țarc. Cel ce împarte dreptatea în insula Lincoln. Bonadventure. Cercetări împrejurul muntelui Franklin. Văile superioare. Bubuituri subterane. Un răspuns al lui Pencroff. În fundul craterului. Înapoierea.
- Capitolul XIV S-au scurs trei ani. Problema unei noi nave. Ce s-a hotărât. Prosperitatea coloniei. Șantierul de construcție. Gerurile emisferei boreale. Pencroff se resemnează. Albitul rufelor. Muntele Franklin.
- Capitolul XV Trezirea vulcanului. Primăvara. Reluarea lucrărilor. Seara de 15 octombrie. O telegramă. O întrebare. Un răspuns. Plecarea spre țarc. Biletul. Firul suplimentar. Coasta de bazalt. Fluxul. Peștera. O lumină orbitoare.
- Capitolul XVI Căpitanul Nemo. Primele sale cuvinte. Povestea unui erou al independenței. Ură împotriva cotropitorilor. Tovarășii săi. Viața submarină. Singur. Ultimul refugiu al lui Nautilus, insula Lincoln. Geniul misterios al insulei.
- Capitolul XVII Ultimele ore ale căpitanului Nemo. Dorințele unui muribund. O amintire lăsată prietenilor săi de-o zi. Sicriul căpitanului Nemo. Câteva sfaturi date coloniștilor. Momentul suprem. În adâncul mărilor.
- Capitolul XVIII Reflecțiile fiecăruia. Reluarea lucrărilor de construcție. 1 ianuarie 1869. O trâmbă de fum pe creștetul vulcanului. Primele simptome ale unei erupții. Ayrton și Cyrus Smith la țarc. Explorarea criptei Dakkar. Ce-i spusese căpitanul Nemo inginerului.
- Capitolul XIX Relatarea lui Cyrus Smith despre explorarea făcută. Grăbirea lucrărilor de construcție. O ultimă vizită la țarc. Lupta dintre foc și apă. Ce rămâne la suprafața insulei. Coloniștii se hotărăsc să lanseze nava. Noaptea de 8 spre 9 martie.
- Capitolul XX O stâncă izolată în Pacific. Ultimul refugiu al coloniștilor din insula Lincoln. Perspectiva morții. Ajutorul neașteptat. De ce și cum sosește. Ultima binefacere. O insulă pe un pământ sigur. Mormântul căpitanului Nemo.[3]

## Abordarea verniană a poveștii luiRobinson Crusoe
Jules Verne a publicat între 1866-1868 Copiii căpitanului Grant, apoi a scris Douăzeci de mii de leghe sub mări, publicată în 1869. Ideea de a trata cazul unui grup de oameni abandonați pe o insulă pustie avea să îl preocupe multă vreme, după cum reiese din scrisorile trimise editorului său între 1869-1870 . Așa se face că, în 1871, i-a propus lui Jules Hetzel romanul L'Oncle Robinson, care descrie supraviețuirea unui grup de oameni ajutat de un marinar supranumit unchiul Robinson. Editorul i-a respins manuscrisul, considerând acțiunea prea lentă și i-a cerut să-l rescrie. Jules Verne a abandonat pentru o vreme ideea și, după publicarea romanelor În jurul Lunii, Aventurile a trei ruși și trei englezi în Africa Australă, Un oraș plutitor, Ținutul blănurilor și Ocolul Pământului în optzeci de zile, a început lucrul la Insula misterioasă.
Povestea lui se inspiră în mod evident din romanul simbol al genului, Robinson Crusoe a lui Daniel Defoe, și din romanul Le Robinson suisse a lui Johann David Wyss. Verne revendică această filiație în partea de început a romanului, precum și într-o scrisoare adresată editorului său. Se pare însă că Jules Verne a fost puterninc influențat de o poveste autobiografică publicată de francezul François Édouard Raynal în ianuarie 1864, Les naufragés ou Vingt mois sur un récif des Îles Auckland, care relatează modul în care Raynal și patru tovarăși englezi (Thomas Musgrave, Mac-Larren, George Harris și Henri Forges) au supraviețuit pe Insulele Auckland după naufragiul vasului lor, Grafton. Christiane Mortelier a analizat cele două povești și a identificat numeroase asemănări, printre care insula, numărul naufragiaților, comportamentul lor și chiar și titlul primei părți.
O diferență majoră a romanului vernian o reprezintă faptul că personajele ajung pe insulă fără a avea nimic la dispoziție, iar lada care sosește ulterior se dovedește mai mult o recompensă care le ameliorează viața de zi cu zi, decât un aport salvator al unor instrumente vitale. Apar și teme obișnuite în alte opere ale lui Jules Verne, cum ar fi Doi ani de vacanță, printre acestea numărându-se ținerea unui jurnal. Jules Verne crede că Defoe a greșit considerând că Robinson ar mai fi putut rămâne uman după 25 de ani de izolare față de omenire, oferind o contra-analiză prin intermediul personajului Ayrton: omul rupt de omenire se transformă în animal.
Pe de altă parte, Jules Verne prezintă o insulă nerealistă, cu o bogăție inimaginabilă atât din punct de vedere botanic, cât și mineral. În același timp, această natură este și un dușman mereu pregătit să își ia revanșa. Nu sunt rare ocaziile în care Verne prezintă neputința personajelor în fața răbufnirilor naturii (furtuni, inundații, cutremure de pământ, erupții vulcanice, etc.) În Insula misterioasă, Jules Verne și-a imaginat inițial că erupția finală îi înghite și pe coloniști, dar editorul Jules Hetzel a respins un asemenea final. Așa se face că ei găsesc in extremis refugiu pe o stâncă, dar Verne nu uită să precizeze că 
„Toată știința lor, întreaga lor inteligență nu puteau face nimic în această situație.”
Jules Verne nu pierde nici ocazia de a reflecta asupra rolului grupului în procesul umanizării, folosindu-se pentru asta de urangutanul Jup, de Ayrton și de căpitanul Nemo. Jup este transformat de contactul cu civilizația, ajungând să fie nu doar îmblânzit, ci de-a dreptul umanizat și considerat membru cu drepturi depline al coloniei. Cazul lui Ayrton este interesant pentru că a constituit obiectul unei dispute între Jules Verne și editorul Hetzel. Jules Verne era convins că un om nu poate rămâne "uman" după mai mult de zece ani de izolare, lucru pe care i-l și reproșa lui Robinson Crusoé. Editorul său considera că sălbăticirea lui Ayrton a durat mai mult și i-a prezentat opinia unor psihiatri care afirmau că doisprezece ani de singurătate nu pot transforma un om într-un animal. Jules Verne avea nevoie de Ayrton pentru a arăta cum redevine om, umanizarea sa trecând prin aceleași faze ca și aceea a lui Jup. E nevoie de răbdarea întregului grup pentru a-i reda calitățile umane, căci pe Ayrton - un om fără credință și lege - nu îl schimbă solitudinea, ci contactul plin de iubire cu grupul de coloniști. Ultimul personaj evocat, căpitanul Nemo, mizantrop înveninat care își petrece ultimele zile din viață pe Nautilus și a cărui retragere de lume este deranjată de sosirea coloniștilot. Energia acestora, solidaritatea dintre ei îl conving în cele din urmă să se împace cu omenirea. Jules Verne dezvoltă astfel ideea că a face parte din omenire înseamnă a deveni om.
În scrierea acestei cărți, Jules Verne s-a inspirat și din propriul univers, făcând să reapară personajele Ayrton și Nemo. Însă aventurile lui Cyrus Smith și ale însoțitorilor săi se petrec între 1865 (asediul Richmondului) și 1869, în timp ce Copiii căpitanului Grant stabilește naufragiul vasului Britannia în 1862 și salvarea căpitanului în 1864. Astfel, perioada petrecută în izolare de către Ayrton pe insula Tabor diferă în cronolgiile celor două romane, ceea ce l-a determinat pe Verne să modifice datele aventurii anterioare (salvarea s-ar fi petrecut, de fapt, în 1855), iar pe Jules Hetzel să avertizeze cititorul printr-o notă în subsolul paginii. În același mod, acțiunea din Douăzeci de mii de leghe sub mări se petrece între anii 1866-1867, iar povestea lui Pierre Arronax ar fi fost publicată abia în 1869, ceea ce face imposibilă recunoașterea căpitanului Nemo de către Cyrus Smith pornind de la povestea lui Pierre Arronax. Ca și în primul caz, o notă de subsol a editorului precizează acest anacronism.

## Teme abordate în cadrul romanului
- La Jules Verne, știința nu își găsește finalitatea decât prin aplicare practică, nu prin cercetare teoretică. Prin intermediul inginerului Cyrus Smith, Jules Verne face o prezentare a cunoștințelor științifice ale secolului său, prezentând cum:
  - se face focul fără chibrituri sau silex;
  - se măsoară înălțimile;
  - se determină longitudinea și latitudinea;
  - se construiește un cuptor de cărămidă;
  - se creează nitroglicerină și nitrat de celuloză;
  - se realizează primele elemente de metalurgie, rafinând minereul de fier;
  - se fac lumânări;
  - se construiește un ascensor hidraulic;
  - se alimentează cu electricitate un telegraf, folosind o pilă rudimentară;
  - se fabrică ferestre.

- Cunoștințele de botanică și științe naturale ale tânărului Harbert sunt destul de enciclopedice pentru o vârstă așa de fragedă și permit coloniei să supraviețuiască.

- Alte teme:
  - căutarea libertății (prin intermediul asediaților din Richmond);
  - lupta pentru a supraviețui într-un mediu ostil;
  - sălbăticirea (Ayrton, abandonat pe insula Tabor)
  - răscumpărarea greșelilor (mai ales prin intermediul personajului Ayrton)
  - imaginea salvatorului (impersonat de căpitanul Nemo și de Lordul Glenarvan - care îi ia la bordul lui Duncan pe toți naufragiații de pe insula Lincoln)

## Lista personajelor
- Cyrus Smith - inginer, savant, este persoana la care face apel grupul când se ia o decizie
- Gédéon Spilett - reporter de război
- Pencroff - marinar priceput la toate
- Harbert Brown - un orfan de 15 ani aflat în grija lui Pencroff, bun cunoscător în ale botanicii
- Nab (Nabuchodonosor) - sclav eliberat de stăpânul său, Cyrus Smith, căruia îi rămâne fidel în semn de recunoștință și de admirație
- Ayrton - bandit pocăit
- Căpitanul Nemo - prinț indian retras departe de omenirea pe care o urăște
- Top - câinele lui Cyrus Smith, care nu vrea să își abandoneze stăpânul
- Jup - un urangutan care devine aproape un om

## Adaptări și influențe

### Film
- 1916 - 20,000 Leagues Under the Sea, film mut american regizat de Stuart Paton, care combină Douăzeci de mii de leghe sub mări cu Insula misterioasă, pendulând între Nautilus și insulă.
- 1929 - Insula misterioasă, film mut regizat de Lucien Hubbard, cu secvențe vorbite inserate la începutul și pe durata filmului, efecte sonore și muzică sincronizată, pornește de la autobiografia prezentată de căpitanul Nemo în roman. It is an American all-color part-talking feature (survives only in black & white form) with talking sequences, sound effects and synchronized music. Din distribuție au făcut parte Benjamin Christensen și Maurice Tourneur.
- 1941 - Таинственный остров, film sovietic regizat de Eduard Pentslin.
- 1951 - Insula misterioasă, film științifico-fantastic regizat de Spencer Gordon Bennet.
- 1961 - Insula misterioasă, film regizat de Cy Endfield, cu Herbert Lom în rolul căpitanului Nemo și cu efecte speciale realizate de Ray Harryhausen.
- 1963 - L'Île mystérieuse, o producție a radioteleviziunii franceze realizată de Pierre Badel (prima parte - Les naufragés de l'air[13], partea a doua - Le secret de l'île[14], cu Jacques Grello, Henri Lambert, Marco Perrin, Georges Geret, Armand Meffre, Michel Etcheverry, René Arrieu, Jean Coste, Ibrahima Seck, Philippe Coussonneau, Francis Menzio și Serge Netter
- 1967 - Dirijabilul furat (Ukradená vzducholod) - adaptare liberă realizată de regizorul ceh Karel Zeman
- 1973 - La Isla misteriosa y el capitán Nemo, mini-serial de televiziune hispano-francez regizat de Juan Antonio Bardem și Henri Colpi, cu Omar Sharif în rolul căpitanului Nemo. O versiune condensată de 96 de minute a fost lansată pe 27 septembre 1973.
- 1995 - Mysterious Island un serial de televiziune canadian care a cunoscut un singur sezon.
- 2005 - Insula misterioasă - film de televiziune bazat vag pe roman, regizat de Russell Mulcahy, cu Patrick Stewart în rolul căpitanului Nemo și Kyle MacLachlan în cel al lui Cyrus.

### Benzi desenate
- 1970-1971 - Mystérieuse matin, midi et soir, adaptare liberă realizată de Jean-Claude Forest.
- 1972 - L'Île mystérieuse, realizată de Franco Caprioli.
- 2010 - L'Île aux mille Mystères, realizată de Alban Guillemois.

### Influențe
- Serialul anime japonez Fushigi no Umi no Nadia (1990), realizată de Hideaki Anno de la Gainax s-a inspirat și din roman.
- Câteva locații din jocul pe calculator Myst au la bază romanul lui Jules Verne.[15]
- Jocul pe calculator Return to Mysterious Island (2004) reprezintă o continuare a poveștii. Eroina lui, Mina, naufragiază pe o insulă necartografiată și găsește trupul fostului ei locuitor, căpitanul Nemo (pe care îl îngroapă). În cele din urmă reușește să scape găsind submarinul Nautilus și dezactivând sistemul de apărare al insulei[16]. În 2009, jocul a fost urmat de Return to Mysterious Island II.[17]
- Parcul de joacă Mysterious Island din Tokyo DisneySea conține elemente din acest roman, cât și din Douăzeci de mii de leghe sub mări și O călătorie spre centrul Pământului.
- Creatorul programului american de televiziune Lost a declarat că Insula misterioasă a fost principalul element din care s-a inspirat spectacolul.
- Romanul Captain Nemo: The Fantastic History of a Dark Genius scris de Kevin J. Anderson pornește de la premisa că ar fi existat cu adevărat un "căpitan Nemo", care i-ar fi povestit lui Verne evenimentele vieții sale.

## Traduceri în limba română
- 1904 – Insula misterioasă, serializare în suplimentul revistei "Progresele științei"
- perioada interbelică – Insula Misterioasă (3 vol. - I. Naufragiați în văzduh / II. Părăsitul / III. Secretul insulei), Ed. Cugetarea, traducere Ion Pas, 478 pag.
- 1953 – Insula misterioasă, Ed. Tineretului, 650 pag.
- 1956 – Insula misterioasă, Ed. Tineretului, Colecția „Cutezătorii”, 590 pag.
- 1959 – Insula misterioasă, Ed. Tineretului, 588 pag.
- 1979 – Insula misterioasă (2 vol.), Ed. Ion Creangă, Colecția „Jules Verne”, nr. 20-21, traducere Veronica Mihăileanu și Ion Mihăileanu, 492 pag.
- 1993 – Insula misterioasă, Ed. Octopodium, traducere Mircea Valetado, 552 pag., ISBN 973-9005-19-5
- 1999 – Insula misterioasă, Ed. Octopodium, traducere Mircea Valetado, 480 pag., ISBN 973-9005-30-6
- 1999 - Insula misterioasă, Ed. Vizual, traducere Ion Mihăileanu, 672 pag., ISBN 973-587-125-4
- 2003 – Insula misterioasă, Ed. Corint, traducere Manuela Coravu, 416 pag., ISBN 973-653-209-7
- 2005 – Insula misterioasă, Ed. Regis, 480 pag., ISBN 973-98850-8-X
- 2008 – Insula misterioasă, Ed. Eduard, 576 pag., ISBN 978-973-1995-27-4
- 2010 – Insula misterioasă (2 vol.), Ed. Adevărul, Colecția „Jules Verne”, nr. 2-3, traducere Dan Starcu, 600 pag., ISBN 978-606-539-122-2 și 978-606-539-123-9